# Palazzo Arcivescovile (Urbino)
Il palazzo arcivescovile di Urbino è la residenza dell'arcivescovo di Urbino-Urbania-Sant'Angelo in Vado, sede di alcuni uffici diocesani, come l'archivio della curia e del capitolo, e del Museo diocesano Albani.

## Storia
Il palazzo fu eretto nel secolo XI, quando la sede del vescovo fu spostata all'interno delle mura, nell'adiacente chiesa di Santa Maria del Castello. In precedenza nel sito sorgeva parte dell'antica cinta muraria romana, i cui resti, in opus quadratum, permangono, inglobati, sulla facciata occidentale del palazzo, verso il giardino interno. Si tratta di una delle zone più antiche del centro storico urbinate.
Fu soggetto ad una serie di ristrutturazioni dal XV secolo, in concomitanza con la costruzione della cattedrale martiniana, fino alla seconda metà del XVI secolo, in occasione dell'elevazione della diocesi alla dignità metropolitica. Però, dalla prima metà del XVII secolo, gli arcivescovi risiedevano nel palazzo ducale, perché quello arcivescovile cadeva in rovina.
Un primo intervento di ristrutturazione, soprattutto interna, fu operato nella seconda metà dello stesso secolo. Mentre un più ampio progetto di risistemazione fu attuato agli inizi del XVIII secolo, grazie all'intervento del Papa urbinate Clemente XI, che conferì al palazzo l'aspetto odierno; come testimonia l'iscrizione posta sul portale, "CLEMENS XI PONT. MAX. - PONT. ANNO VIII", con riferimento all'anno in cui furono terminati i lavori, l'ottavo anno di pontificato di Papa Albani (1708). Ulteriori interventi, soprattutto internamente, si ebbero nella seconda metà del XIX e del XX secolo.
Nel pianterreno, all'interno delle sale adiacenti alla cattedrale, ha sede il Museo diocesano Albani, recentemente ristrutturato (primi anni del XXI secolo); che dopo i recenti lavori ha visto ampliata la superficie espositiva ad altri ambienti dell'episcopio, occupando i locali sui lati sud-occidentali. Anche l'archivio diocesano e l'ufficio tecnico sono al piano terra, negli ambienti posti sul lato orientale. Il piano nobile è occupato, nella parte sud-occidentale, dagli uffici beni culturali (per questo ufficio l'ingresso è dalla porta secondaria, al civico n. 1 su piazza G. Pascoli) ed economico-amministrativi dell'Arcidiocesi, mentre il resto è ad uso residenziale, come anche l'intero secondo piano.

## Descrizione
È situato sulla cima del colle del Poggio. Ha la propria facciata principale su piazza Giovanni Pascoli e in via Beato Mainardo (lato est), mentre una facciata secondaria prospetta in parte su via Porta Maia (lato nord) e in parte confina con altri fabbricati (angolo nord-ovest), tra cui l'Oratorio della Morte. Invece sul lato meridionale confina con la basilica cattedrale. Il palazzo ha una pianta rettangolare con un volume aggettante sulla facciata occidentale in corrispondenza della parte confinante con la cattedrale, occupato dalle due sacrestie antiche del Duomo (piano terra) e dalla quarta cappella dell'Oratorio della Grotta (piano seminterrato) oltre ad altri piccoli ambienti di servizio. Si sviluppa su quattro piani con due cortili interni, in forma rettangolare. La facciata posteriore prospetta sul giardino interno che si affaccia su Corso Garibaldi.
La facciata principale, in laterizi a vista, si presenta con un grande portale lapideo e architravato, con cornice segnata da modanature lineari, sovrastata dal fregio e da una cornice superiore in forte aggetto, che funge da base per un balcone, delimitato da una ringhiera in ferro battuto, con balaustri in forma di girali vegetali ondulati e al centro vi è lo stemma del cardinal Albani. Il portale ha una posizione fortemente decentrata sulla facciata, verso la parte meridionale, perché posto in prossimità della cattedrale ed in asse con piazza Pascoli. In corrispondenza dell'atrio principale si apre il primo cortile, più piccolo rispetto a quell'altro che si sviluppa al centro della porzione più settentrionale. Le finestre sono tutte architravate, mentre le cornici di quelle del piano terra (leggermente rialzato) sono in semplici laterizi, con modanature lineari; invece quelle del primo piano sono in pietra e legate insieme da una cornice marcadavanzale. Sono lapidee anche le cornici delle finestre del secondo piano, come anche la cornice che corre sotto tutta la gronda del tetto, sul prospetto principale. Il palazzo possiede anche un ingresso secondario, vicino al portale principale, attiguo all'estremità meridionale del prospetto; composto da un portale in pietra e laterizi, coronato da un arco a tutto sesto. Questo portale risulta più in alto rispetto a quello principale, perché si trova al livello del sagrato della cattedrale, a cui è collegato mediante il breve prolungamento di quest'ultimo. In corrispondenza con questo secondo accesso, dalla piazza sottostante si sviluppa anche una piccola scalinata, addossata alla facciata principale del palazzo, che consente di accedere anche al sagrato.